# Rudy Arana
Rudy Arana es una actriz, maquilladora profesional y drag queen ecuatoriana.

## Biografía
Desde la infancia se reconoció como niña en lugar de niño, aunque no fue hasta los 19 años que empezó su transición como mujer transgénero, lo cual le produjo conflictos con su madre y su abuela.
Realizó estudios de actuación en el Instituto Superior de Estudios de Televisión (ITV).
Inició su carrera profesional como actriz en el programa televisivo Archivos del destino, del canal TC Televisión. Posteriormente trabajó en programas como De la vida real y en la telenovela Mostro de Amor (2010), donde interpretó el rol de una mujer transgénero que ayudaba a los habitantes de su barrio.
Participó interpretándose a sí misma en la película Desátame (2006), del director Christian Fuentes. De acuerdo a la reseña del diario El Universo, la actuación de Arana fue la mejor de la cinta y «dio el alma a este filme». Del lado del teatro, ha participado como actriz en producciones como Sopla (2011), Dos viudas y un funeral (2017), en la que fue coprotagonista junto a la actriz Doménica Menessini, y A 2,50 la cuba libre (2019).

## Filmografía

### Cine
- Desátame (2006)

### Televisión
- Archivos del destino
- De la vida real
- Mostro de Amor
- El pescado frito[7]

### Teatro
- Sopla (2011)
- Dos viudas y un funeral (2017)
- A 2,50 la cuba libre (2019)